# 茴拉西坦
茴拉西坦（商品名有Draganon、Sarpul、Ampamet等）是一种含氮有机化合物，化学式C12H13NO3，属于拉西坦类药物，在欧洲作为處方藥销售。